# Magda Ericson

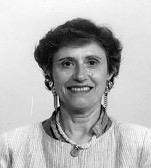
Magda Ericson

Magda Ericson oder Magda Galula Ericson, geborene Magda Galula (* 18. Dezember 1929 in Tunis, Französisches Protektorat Tunesien), ist eine tunesisch-französische Physikerin und Professorin.

## Leben
Sie machte 1947 am Lycée in Algier ihr Abitur. Anschließend besuchte sie von 1947 bis 1949 die naturwissenschaftlichen Classes préparatoires in Algier.
Sie studierte an der École normale supérieure de jeunes filles (Jahrgang 1949) und erhielt 1953 den ersten Preis bei der Agrégation in Physik.
Von 1953 bis 1959 war sie Forschungsassistentin am Centre national de la recherche scientifique (CNRS) im CEA in Saclay, wo sie sich hauptsächlich mit der Streuung langsamer Neutronen in Bezug auf Magnetismus beschäftigte. Sie arbeitete auch an ihrer Doktorarbeit in Experimentalphysik, die sie 1958 an der Universität von Paris (Sorbonne) verteidigte und das Verständnis kritischer Phänomene in der Nähe der Curie-Temperatur veränderte.
1959 gab sie aus gesundheitlichen Gründen die Experimente zugunsten der theoretischen Forschung auf, zunächst in der Plasmaphysik. Sie erhielt ein Fulbright-Stipendium und verbrachte ein Jahr am Massachusetts Institute of Technology (MIT) als Postdoc in der Plasmaphysik-Gruppe von Sanborn C. Brown. Während dieser Zeit fand sie die Erklärung für eine unerwartet beobachtete Plasmastriktion.
Nach ihrer Rückkehr nach Frankreich wurde sie ab 1960 Dozentin an der Universität Lyon. 1966 veröffentlichte sie zusammen mit dem schwedischen Physiker Torleif Ericson einen Basisartikel über ihre theoretische Entwicklung der Ericson-Ericson-Lorentz-Lorentz-Korrektur. Im Jahr 1967 wurde sie zur Professorin befördert, eine Position, die sie bis zu ihrer offiziellen Pensionierung im Jahr 1995 behielt. Parallel dazu setzte sie ihre Forschungen am CERN als unbezahlte wissenschaftliche Mitarbeiterin auf Teilzeitbasis fort, einen Status, den sie seit 1963 innehatte. In den Jahren 1969 und 1970 war sie auch assoziierte Forscherin am MIT. In den 1980er Jahren beschäftigte sie sich mit der Interpretation des EMC-Effekts. Sie forscht und publiziert weiter als emeritierte Professorin.

## Privatleben
Sie ist die Tante des Mathematikers Jean-Michel Bismut.
Sie ist mit dem schwedischen Physiker Torleif Ericson verheiratet, mit dem sie zwei Kinder hat.

## Auszeichnungen
- 1978: Ritterin des Verdienstordens Ordre des Palmes Académiques
- 1987: Paul Marguerite de la Charlonie-Preis der französischen Académie des sciences[10]
- 1992: Gay-Lussac-Humboldt-Preis für „ihre außergewöhnlichen Beiträge zur Physik der mittleren Energien“[11]
- 2015: Ritterin der Ehrenlegion[12]